# Temporada 1970-71 de los Baltimore Bullets
La temporada 1970-71 fue la décima de los Baltimore Bullets en la NBA, y la séptima en su localización de Baltimore, Maryland. La temporada regular acabó con 42 victorias y 40 derrotas, ocupando el segundo puesto de la Conferencia Este, alcanzando los playoffs, en los que cayeron en las Finales ante Milwaukee Bucks.

## Elecciones en elDraft
| Ronda | Puesto | Jugador           | Posición | Nacionalidad   | Universidad       |
| ----- | ------ | ----------------- | -------- | -------------- | ----------------- |
| 1     | 9      | George E. Johnson | Pívot    | Estados Unidos | Stephen F. Austin |
| 4     | 54     | Bill Stricker     | Alero    | Estados Unidos | Pacific           |
| 5     | 83     | Gary Zeller       | Escolta  | Estados Unidos | Drake             |

## Temporada regular
| División Central    | División Central | División Central | División Central | División Central | División Central | División Central | División Central | División Central |
| Equipo              | G                | P                | %                | PD               | Casa             | Fuera            | Neutral          | Div              |
| ------------------- | ---------------- | ---------------- | ---------------- | ---------------- | ---------------- | ---------------- | ---------------- | ---------------- |
| y-Baltimore Bullets | 42               | 40               | .512             | –                | 24–13            | 16–25            | 2–2              | 10–6             |
| x-Atlanta Hawks     | 36               | 46               | .439             | 6                | 21–20            | 14–26            | 1–0              | 9–7              |
| Cincinnati Royals   | 33               | 49               | .402             | 9                | 17–16            | 11–28            | 5–5              | 16–6             |
| Cleveland Cavaliers | 15               | 67               | .183             | 27               | 11–30            | 2–37             | 2–0              | 1–13             |

## Playoffs

### Semifinales de Conferencia
Baltimore Bullets vs. Philadelphia 76ers 
| Fecha       | Partido                                       | Ciudad     |
| ----------- | --------------------------------------------- | ---------- |
| 24 de marzo | Baltimore Bullets 112, Philadelphia 76ers 126 | Baltimore  |
| 26 de marzo | Philadelphia 76ers 107, Baltimore Bullets 119 | Filadelfia |
| 28 de marzo | Baltimore Bullets 111, Philadelphia 76ers 103 | Baltimore  |
| 30 de marzo | Philadelphia 76ers 105, Baltimore Bullets 120 | Filadelfia |
| 1 de abril  | Baltimore Bullets 103, Philadelphia 76ers 104 | Baltimore  |
| 3 de abril  | Philadelphia 76ers 98, Baltimore Bullets 94   | Filadelfia |
| 4 de abril  | Baltimore Bullets 128, Philadelphia 76ers 120 | Baltimore  |
|             | Baltimore Bullets gana las series 4-3         |            |

### Finales de Conferencia
Baltimore Bullets vs. New York Knicks 
| Fecha       | Partido                                    | Ciudad     |
| ----------- | ------------------------------------------ | ---------- |
| 6 de abril  | New York Knicks 112, Baltimore Bullets 111 | Nueva York |
| 9 de abril  | New York Knicks 107, Baltimore Bullets 88  | Nueva York |
| 11 de abril | Baltimore Bullets 114, New York Knicks 88  | Baltimore  |
| 14 de abril | Baltimore Bullets 101, New York Knicks 80  | Baltimore  |
| 16 de abril | New York Knicks 89, Baltimore Bullets 84   | Nueva York |
| 18 de abril | Baltimore Bullets 113, New York Knicks 96  | Baltimore  |
| 19 de abril | New York Knicks 91, Baltimore Bullets 93   | Nueva York |
|             | Baltimore Bullets gana las series 4-3      |            |

### Finales de la NBA
Milwaukee Bucks vs. Baltimore Bullets
| Fecha       | Partido                                    | Ciudad    |
| ----------- | ------------------------------------------ | --------- |
| 21 de abril | Milwaukee Bucks 98, Baltimore Bullets 88   | Milwaukee |
| 25 de abril | Baltimore Bullets 83, Milwaukee Bucks 102  | Baltimore |
| 28 de abril | Milwaukee Bucks 107, Baltimore Bullets 99  | Milwaukee |
| 30 de abril | Baltimore Bullets 106, Milwaukee Bucks 118 | Baltimore |
|             | Milwaukee Bucks gana las finales 4-0       |           |

## Estadísticas
| Rk | Jugador        | Edad | P  | PT | MP   | TC  | TCI  | %TC  | TL  | TLI | %TL   | RB   | AS  | FP  | PTS  |
| -- | -------------- | ---- | -- | -- | ---- | --- | ---- | ---- | --- | --- | ----- | ---- | --- | --- | ---- |
| 1  | Wes Unseld     | 24   | 74 |    | 39.2 | 5.7 | 11.4 | .501 | 2.7 | 4.1 | .657  | 16.9 | 4.0 | 3.2 | 14.1 |
| 2  | Gus Johnson    | 32   | 66 |    | 38.5 | 7.5 | 16.5 | .453 | 3.2 | 4.4 | .738  | 17.1 | 2.9 | 3.4 | 18.2 |
| 3  | Jack Marin     | 26   | 82 |    | 35.6 | 7.6 | 16.6 | .460 | 3.5 | 4.2 | .848  | 6.3  | 2.6 | 3.2 | 18.8 |
| 4  | Earl Monroe    | 26   | 81 |    | 35.1 | 8.2 | 18.5 | .442 | 5.0 | 6.2 | .802  | 2.6  | 4.4 | 2.7 | 21.4 |
| 5  | Kevin Loughery | 30   | 82 |    | 27.6 | 5.9 | 14.5 | .403 | 3.4 | 4.0 | .831  | 2.7  | 3.7 | 3.0 | 15.1 |
| 6  | Eddie Miles    | 30   | 63 |    | 24.5 | 4.0 | 9.4  | .426 | 1.9 | 2.3 | .803  | 2.7  | 1.7 | 1.9 | 9.9  |
| 7  | Fred Carter    | 25   | 77 |    | 22.2 | 4.4 | 10.6 | .417 | 1.5 | 2.4 | .650  | 3.3  | 2.1 | 2.1 | 10.4 |
| 8  | John Tresvant  | 31   | 67 |    | 21.7 | 2.7 | 6.0  | .459 | 2.1 | 2.9 | .713  | 5.4  | 1.1 | 2.8 | 7.6  |
| 9  | George Johnson | 23   | 24 |    | 14.0 | 1.7 | 4.2  | .410 | 0.5 | 1.3 | .367  | 4.8  | 0.4 | 2.6 | 3.9  |
| 10 | Dorie Murrey   | 27   | 69 |    | 10.1 | 1.1 | 2.5  | .448 | 1.0 | 1.5 | .653  | 3.1  | 0.4 | 2.1 | 3.2  |
| 11 | Jim Barnes     | 29   | 11 |    | 9.1  | 1.4 | 2.5  | .536 | 0.6 | 1.0 | .636  | 1.5  | 0.7 | 2.1 | 3.4  |
| 12 | Al Tucker      | 27   | 31 |    | 8.9  | 1.7 | 3.7  | .452 | 0.8 | 1.0 | .806  | 2.4  | 0.2 | 1.1 | 4.2  |
| 13 | Gary Zeller    | 23   | 50 |    | 4.5  | 0.7 | 2.3  | .296 | 0.3 | 0.6 | .536  | 0.5  | 0.1 | 0.9 | 1.7  |
| 14 | Dennis Stewart | 23   | 2  |    | 3.0  | 0.5 | 2.0  | .250 | 1.0 | 1.0 | 1.000 | 1.5  | 0.5 | 0.0 | 2.0  |

## Galardones y récords
| Jugador     | Galardón                                                                 |
| Gus Johnson | 2.º Mejor quinteto de la NBA Mejor quinteto defensivo de la NBA All-Star |
| Earl Monroe | All-Star                                                                 |
| Wes Unseld  | All-Star                                                                 |